# آرثر برنس
آرثر برنس (بالإنجليزية: Arthur Prince)‏ (8 ديسمبر 1902 في المملكة المتحدة - 1980) هو لاعب كرة قدم بريطاني (وحمل سابقاً جنسية المملكة المتحدة لبريطانيا العظمى وأيرلندا) في مركز جناح ‏. لعب مع بورت فايل وشيفيلد وينزداي ونادي بريستول روفيرز ونادي والسول وهال سيتي.